# أرمين ناوابي
ارمين نوابي (25 ديسمبر 1983-) هو إيراني كندي مسلم سابق وملحد وناشط علماني ومؤلف ومدون صوتي، يعيش حاليًا في فانكوفر، كندا. في عام 2012 أسس مجتمع للفكر الحر على الإنترنت يسمى الجمهورية الإلحادية، وهي منظمة غير ربحية مقرها كندا ولديها الآن مئات الفروع تحت مسمى قنصليات في العديد من البلدان حول العالم مثل ماليزيا وإندونيسيا والفلبين تُمكن غير المؤمنين من التفاعل في المجتمعات اللادينية، يتم فيها تجريم الردة والكفر وقمعها.

## السيرة الذاتية

### شبابه
ولد ناوابي عام 1983 ونشأ كمسلم شيعي في طهران. انتقل لفترة وجيزة إلى ألمانيا في عام 1985 ولندن في عام 1986، قبل أن يعود إلى طهران في عام 1988. كانت عائلته ليبرالية وليست متدينة بشكل خاص ولكن في المدرسة تم تعليمه أن يؤمن بالجحيم الحرفي وأن ارتكاب حتى أصغر خطيئة سيصل به إلى هناك. قال ناوابي أنه إذا كان من المفترض أن تستمر الحياة الآخرة إلى الأبد، فيجب أن يكون تجنب الجحيم هو الأولوية القصوى للجميع خلال حياتهم على الأرض. ومع ذلك، وجد أن قلة من المحيطين به، على الرغم من ادعائهم أنهم يعتقدون بذلك، لم يتصرفوا كما لو كان الأمر ذو أهمية قصوى. في سن الثانية عشرة، حاول ناوابي الانتحار بالقفز من نافذة مدرسته، لكنه فشل. جراء هذا اصيب وبقي على كرسي متحرك لمدة 7 أشهر، وقد حاول الإنتحار لانه كان يعتقد أن سن البلوغ هو 15 سنة (9 سنين بالنسبة للبنات) وأي خطيئة ترتكب في سن تحت 15 لا يتم احتسابها وسيدخل الجنة.

### ترك الإسلام والهجرة
بعد تعافيه من إصابته وشعوره بالسوء حيال تسببه بالحزن لعائلته، أصبح ناوابي مسلمًا أكثر إتزاما، ولم يفوت صلاة أبدًا، ولم ينظر أبدًا إلى الفتيات خشية أن يُغرى، ودرس الإسلام بجد. ومع ذلك، كلما تعلّم أكثر، زادت شكوكه حيث يبدو أن الدين لا معنى له بالنسبة له، لأنه كان يرى انه يحدث خسائر فادحة في حياة المسلمين اليومية ويعاقب غير المسلمين بالتعذيب الأبدي. أثارت دراسة الأديان الأخرى شكوكه أكثر. كان حدثًا بارزًا هو قراءة كتاب عن تاريخ الدين في الكلية:«"رأيت مدى ملاءمة تغيير مفهوم الله وما يريده بناءً على سياسات العصر. لماذا أقبل هذا على أنه صحيح؟ لم أسأل نفسي أبدًا ما إذا كان يمكن تعويض كل هذا "». في صلاة يائسة وفي خوف شديد من الجحيم، دعا ناوابي الله ليكشف عن نفسه ويثبت أنه حقيقي. ومع ذلك، لم يتلق إجابة، وفقد إيمانه في النهاية وقرر ان الله كان مجرد تخيلات.
التحق ناوابي بجامعة طهران لمدة عام تقريبًا، حيث درس علم الأحياء الجزيئي. عندما كان ناوابي في الكلية، اعتقد في البداية أنه قد يكون مجنونا، كونه الملحد الوحيد الذي يعرفه. ومع ذلك، عندما وثق في اثنين من أصدقائه بالجامعة، وكشف عن أفكاره لهم، أصبحوا متشككين في الدين في غضون أسابيع. شجعه هذا على البحث عن زملائه الملحدين على الإنترنت. لم يكن يريد البقاء في طهران، وتمكن من الحصول على تأشيرة طالب لجامعة كولومبيا البريطانية لدراسة التمويل. وصل إلى فانكوفر في 10 أكتوبر 2004، وأصبح فيما بعد مقيمًا دائمًا وحصل في نهاية المطاف على الجنسية الكندية. هناك، أنشأ الجمهورية الإلحادية في عام 2012 لبناء مجتمع ملحد عالمي ومنصة لنشاطه.

### حوادث حصلت للمنصة
أصبحت منصت ناوابي هدفاً للعديد من محاولات إلغاء المنصة في عام 2019.
في فبراير 2019، رفضت شيرويل، وهي صحيفة طلابية في جامعة أكسفورد، نشر مقابلة مع ناوابي في نسختها عبر الإنترنت، بسبب أنها «قد تعتبر مسيئة». تم نشر المقابلة في النسخة المطبوعة من الصحيفة. استقال محرر الملف الشخصي فريدي هايوارد الذي أجرى المقابلة احتجاجًا.
في مارس 2019، ألغت جامعة ماونت رويال في مدينة كالغاري الكندية حدثًا مجدولًا يتحدث فيه ناوابي، نظمته جمعية الإلحاد في كالجاري. وذكرت الجامعة أنها غير راغبة في استضافة الحدث بعد إطلاق النار في مسجد كرايستشيرش، ولكن «سنجعل المتكلم يأتي إلى حرمنا الجامعي في وقت آخر».

### المشاكل مع الهندوس
في سبتمبر 2020، غضب العديد من الهندوس من قيام أرمين بإبتكار قمصان تحتوي على صورة جنسية للإلهة الهندوسي كالي. قدم فينود بانسال من المجلس الهندوسي العالمي تقريرًا ضد أرمين لدى شرطة دلهي وشرطة مومباي بسبب نشره محتوى تجديفي على تويتر، كما حاولوا التواصل مع رئيس الوزراء الكندي جاستن ترودو والرئيس الإيراني حسن روحاني للشكوى لهم.